# Radnice v Pont-à-Mousson
Radnice v lotrinské obci Pont-à-Mousson byla postavena v letech 1786 až 1791 podle plánů architekta Clauda Miqueho a inženýra Françoise-Michela Lecreulxe. Fasádu zhotovil Johann Joseph Söntgen a pak Joseph Labroise. Slavnostní otevření proběhlo v roce 1793.
Radniční fasáda byla zařazena mezi historické památky v roce 1919, peristyl, schodiště, velký salon a štuky roku 2012.